# 顏容端
颜容端（1491年—1540年），字體嚴，廣東惠州府長樂縣（今五华县）人，民籍。

## 生平
治《書經》，正德十一年（1516年）廣東鄉試第四十九名舉人，年三十三歲中式嘉靖二年（1523年）癸未科會試第三十九名，第三甲第一百三十八名進士。初授福建南安县知县，升安吉州知州，擢户部员外郎，督关监厂。嘉靖十七年（1538年）三月升云南按察司佥事，卒于官。

## 家族
曾祖颜璿。祖父颜光，訓科。父颜珙。母鄒氏。具庆下。弟容正、容重。